# Cirrhilabrus squirei
Cirrhilabrus squirei là một loài cá biển thuộc chi Cirrhilabrus trong họ Cá bàng chài. Loài này được mô tả lần đầu tiên vào năm 2014.

## Từ nguyên
Từ định danh squirei được đặt theo tên của Lyle Squire, người đầu tiên phát hiện và đã thu thập mẫu định danh của loài cá này vào năm 2008. Cả gia đình của Lyle đã có nhiều đóng góp cho mảng sinh vật biển ở Queensland.

## Phạm vi phân bố và môi trường sống
C. squirei là một loài đặc hữu của Úc, được tìm thấy tại phía bắc rạn san hô Great Barrier và rạn san hô Holmes trên biển San Hô, được tìm thấy ở độ sâu khoảng 28–65 m.

## Mô tả
Chiều dài lớn nhất được ghi nhận ở C. squirei là 5,6 cm.
Thân trên và đầu của cá đực có màu cam ửng đỏ, với một dải màu vàng ở hai bên thân dưới. Đầu và thân có các vệt đốm sẫm màu đỏ cam hơn, đặc biệt là các đốm vàng ở má và gốc vây ngực. Có hai dải sọc tím dọc theo chiều dài cơ thể: một ở lưng và một ở bụng (ngay dưới dải vàng); hai sọc này chuyển thành màu xanh óng khi vào mùa giao phối. Các vây trong suốt, có màu vàng. Vây lưng và vây hậu môn có một hàng đốm màu xanh lam sáng, với một vệt đen nổi bật ở vây sau. Vây đuôi có hình lưỡi liềm, màu xanh coban ở giữa vây; hai thùy đuôi dài và nhọn, màu vàng lục. Mống mắt màu đỏ cam.
Cá cái có màu đỏ cam với các đường sọc tím dọc theo chiều dài thân trên. Vây đuôi bo tròn. Các vây trong mờ, màu vàng. Đốm đen nhỏ trên cuống đuôi ở cá con, mờ dần khi chúng phát triển thành cá cái.
Số gai ở vây lưng: 11; Số tia vây ở vây lưng: 9; Số gai ở vây hậu môn: 3; Số tia vây ở vây hậu môn: 9; Số tia vây ở vây ngực: 15; Số gai ở vây bụng: 1; Số tia vây ở vây bụng: 5; Số lược mang: 13–15.

## Phân loại học
C. squirei là thành viên của nhóm phức hợp loài Cirrhilabrus lunatus, cùng với các loài Cirrhilabrus isosceles, Cirrhilabrus johnsoni và Cirrhilabrus brunneus.

## Thương mại
C. squirei được thu thập trong ngành buôn bán cá cảnh.